# Ена Бегович
Ена Бегович (*16 червня, 1960, Трпань, СФРЮ — †15 серпня 2000) — югославська та хорватська акторка театру і кіно. Лауреат національних та міжнародних кінофестивалів.

## Вибіркова фільмографія
- Падіння Італії (1981)
- Агонія (1998)